# Condado de Shenandoah
O Condado de Shenandoah é um dos 95 condados do estado americano de Virgínia. A sede do condado é Woodstock, e sua maior cidade é Woodstock. O condado possui uma área de 1 327 km² (dos quais 1 km² estão cobertos por água), uma população de 35 075 habitantes, e uma densidade populacional de 26 hab/km² (segundo o censo nacional de 2000). O condado foi fundado em 1772.